# Beneath the Boardwalk
Beneath the Boardwalk è la prima raccolta degli Arctic Monkeys, pubblicata nel 2004 in formato digitale.

## Tracce
1. A Certain Romance – inserita in Whatever People Say I Am, That's What I'm Not
2. Bigger Boys and Stolen Sweethearts – poi inserita come b-side nel singolo I Bet You Look Good On The Dancefloor
3. Choo Choo
4. Cigarette Smoke – poi rinominata e inserita come Cigarette Smoker Fiona nell'EP Who the Fuck Are Arctic Monkeys?
5. Dancin' Shoes – poi rinominata Dancing Shoes e inserita in Whatever People Say I Am, That's What I'm Not
6. Fake Tales of San Francisco – inserita in Whatever People Say I Am, That's What I'm Not
7. Knock a Door Run
8. Mardy Bum – inserita in Whatever People Say I Am, That's What I'm Not
9. On the Run from the MI5
10. Riot Van – inserita in Whatever People Say I Am, That's What I'm Not
11. Scummy – poi rinominata When the Sun Goes Down e inserita in Whatever People Say I Am, That's What I'm Not
12. Still Take You Home – inserita in Whatever People Say I Am, That's What I'm Not
13. Wavin' Bye to the Train or the Bus
14. Bet You Look Good on the Dancefloor – rinominata poco più tardi I Bet You Look Good on the Dancefloor e inserita in Whatever People Say I Am, That's What I'm Not
15. Stickin' to the Floor – poi inserita come b-side nel singolo When The Sun Goes Down
16. Space Invaders
17. Curtains Closed
18. Ravey Ravey Ravey Club – Live at the Grapes

## Formazione
- Alex Turner - voce, chitarra ritmica
- Jamie Cook - chitarra solista, cori
- Andy Nicholson - basso, cori
- Matt Helders - batteria, cori